# Estação Alexejevskaia
Alexejevskaia (em russo:  Алексеевская) é uma das estações da linha Kalujsko-Rijskaia (Linha 6) do Metro de Moscovo, na Rússia. Estação «Alexejevskaia» está localizada entre as estações «Rijskaia» e «VDNKh».